# Conte folklòric
El conte folklòric és un tipus de narració la qual pertany al campus de la tradició oral. Es manifesta, principalment, mitjançant la comunicació directa d'un narrador, el qual ho sap de memòria, davant un auditori.
Els contes folklòrics són anònims i no tenen una versió fixa. Cada vegada que són relatats, fins i tot per un mateix, es fa un acte de creació, perquè no hi ha dues versions iguals. A més a més, també se'n produeixen variants depenent de la regió geogràfic en les quals aquests contes formen part del folklore local.

## Varietats
Les varietats principals dels contes folklòrics són:

### Contes meravellosos o de màgia
Són els anomenats fairy tales (contes de fades) en anglès o Märchen en alemany. Són relats fantàstics en els quals abunden tant els personatges com objectes fabulosos (fades, ogres, catifes voladores, etc.). Segons Stith Thompson, aquests contes són típics d'àrees en les quals la cultura occidental és co-extensiva.
Aquest grup, gairebé el més estudiat, és objecte d'una abundant controvèrsia científica, a causa de les diverses teories aparegudes en relació al seu origen genètic.

### Contes novel·lescs (Novellenmärchen, en alemany)
Transcorren al món real, no fabulós. Tenen gran riquesa episòdica, igual que els contes meravellosos. Categoritzats dins els contes novel·lescs apareixen els relats d'endevinalles, en els quales es proposen endevinalles, etc., i de la solució dels quals dependrà el premi o el càstig. Per al folklorista suec Carl Wilhelm von Sydow, l'origen d'aquests contes se troben als pobles semites.

### Contes religiosos
En aquest tipus de conte intervenen, amb objectiu moralitzador, diferents tipus de personatges com ara Déu, la Verge Maria, sants, el diable, etc.
Hi ha controvèrsia amb relació a la pertinença d'aquest tipus de contes a la categoria de contes folklòrics; alguns autors els consideren llegendes religioses, perquè, tot i que les històries d'aquests contes són fictícies, per a alguns auditoris es tracten d'històries veritables, sobretot en tractar-se de personatges els quals són sagrats dins la pròpia cultura.

### Acuditso historietes (schwänke; jests, anècdotes)
Aquest grup, també nombrós, està conformat per relats sovint curts i amb un objectiu humorístic. Dins d'aquest grup hi ha diferents subgrups (els contes de sords, de sacerdots, de doncellueques, de cornuts, etc.). També es produïxen grans cicles narratius, com ara, en la tradició hispanoamericana, del ciclo de Pedro de Urdemales, murri de dilatada tradició peninsular el qual, en arribar a terres americanes, s'ha estès per tot arreu al continent, adoptant els més diversos noms.

### Contes d'animals
Emparentats amb les rondalles, en aquest grup, conformat per relats els quals sovint són breus, els animals es comporten com éssers humans i interaccionen amb ells en les poques ocasions en les quals aquests apareixen.
Segons Stith Thompson hi ha quatre fonts principals per a aquests relats:
1. Les rondalles literàries de l'Índia.
2. Les rondalles d'Esop.
3. Els contes medievals d'animals, fonamentalment el cicle de la guineu, molt present, per exemple, al folklore argentí.
4. La tradició oral.

### Contes de fórmula (kettenmärchen;formula tales)
Contes menys fantàstics, destinat a un públic infantil. Sovint versificats mitjançant rima infantil. Solen aparèixer sèries de preguntes i respostes, repeticions de fórmules, etc., i la seva gràcia resideix, segons Stith Tompson, no tant en açò que ocorre en el relat, sinó en la forma amb la qual es conta.